# Брыкалов, Никодим Васильевич
Никодим Васильевич Брыкалов (25 октября 1911, разъезд Прокофьевка, Купянский уезд, Харьковская губерния, Российская империя — 30 марта 1961, Ясиноватая, Донецкая область, Украинская ССР) — начальник Ясиноватского отделения Донецкой железной дороги, Сталинская область, Украинская ССР. Герой Социалистического Труда (1959).

## Биография
Родился в 1911 году в семье железнодорожника на станции Прокофьевка Купянского уезда. В 1929 году окончил семилетку в Купянске и в 1932 году — Феодосийский эксплуатационный техникум, после которого трудился дежурным по станции на станции Купянск-Сортировочный. В последующие годы — маневровочный диспетчер, заместитель начальника станции.
В первые годы Великой Отечественной войны — начальник станции Купянск-Сортировочный, которая неоднократно подвергалась налётам вражеской авиации. 26 января 1942 года во время очередного налёта погибло 112 и ранено свыше ста работников станции, было повреждено 639 вагонов и 13 паровозов. После этого налёта руководил восстановительными работами, одновременно организуя прохождение воинских эшелонов к линии фронта по единственно действующему пути. При приближении фронта отправил поезда через восстановленный за одну ночь разъезд Шалаевский на Стробельск. За успешное выполнение заданий советского Правительства и командование по перевозке оборонных и народнохозяйственных перевозок в годы войны и проявленное мужество в июле 1942 года награждён Орденом Ленина и в 1945 году — Орденом Отечественной войны 1-й степени. В последующие годы войны был начальником станции Арысь в Южно-Казахстанской области. После освобождения Купянска продолжил руководить станцией Купянск-Сортировочный в ведомственном звании генерал-директор 3 ранга.
С 1947 года — начальник станции Дебальцево. Внедрил на этой станции технологию по организации работы внеклассных станций на железнодорожном транспорте, которая в 1954 году была внедрена Министерством путей сообщения как типовая для всех сортировочных станций СССР. В последующем был назначен начальником Ясиноватского отделения Донецкой железной дороги.
Указом Президиума Верховного Совета СССР от 1 августа 1959 года удостоен звания Героя Социалистического Труда за «выдающиеся успехи, достигнутые в деле развития железнодорожного транспорта» с вручением ордена Ленина и золотой медали «Серп и Молот» (№ 9665).
Последние годы своей жизни проживал в городе Ясиноватая, где умер скоропостижно в марте 1961 года. Похоронен на городском кладбище в Ясиноватой.
Сочинения (в соавторстве)
- Мороз А. Ф., Сладков С. С., Гусев М. И., Брыкалов Н. В., Диспетчерское руководство расформированием и формированием поездов : Опыт станции Дебальцево-сортировочное Донецкой дороги. — Москва : Трансжелдориздат, 1955. — 40 с.
- Метод диспетчерского руководства формированием поездов на станции Дебальцево-сортировочное [Текст] : (Новая технология сортировочной станции) / Сост.: Н. В. Брыкалов, инженеры М. И. Гусев, С. С. Сладков и др. ; Дор. науч.-техн. о-во, Техн. отд. и Служба движения Донецкой ж. д. — Сталино : Обл. изд-во, 1955. — 58 с.

Память
Его именем названа улица в Ясиноватой.
Награды
- Герой Социалистического Труда
- Орден Ленина — дважды (24.07.1942; 1959)
- Орден Отечественной войны 1 степени (29.07.1945)
- Орден Трудового Красного Знамени (01.08.1953)
- Медаль «За трудовую доблесть» (21.05.1951)